# José Ramón Morala Rodríguez
José Ramón Morala Rodríguez (Palanquinos, 19??) es un filólogo e investigador español, catedrático de Filología Hispánica en la Universidad de León, miembro correspondiente de la Real Academia Española y miembro de honor de la Academia de la Llingua Asturiana. Nacido en Palanquinos, provincia de León, Castilla y León, es considerado uno de los más notables expertos en el área del leonés medieval y de la evolución histórica de dicho idioma hasta la fecha. Desde 2017 dirige la Cátedra de Estudios Leoneses.

## Publicaciones[6]
- Morala Rodríguez, José Ramón (1989). Toponimia de la Comarca de los Oteros, (León). Diputación Provincial de León. ISBN 84-87081-28-2.
- Morala Rodríguez, José Ramón (1984). La toponimia de una zona del Esla. Palanquinos, Campo y Villavidel. ISBN 84-600-3790-8.ISBN 84-600-3790-8.